# Nachtverkehr

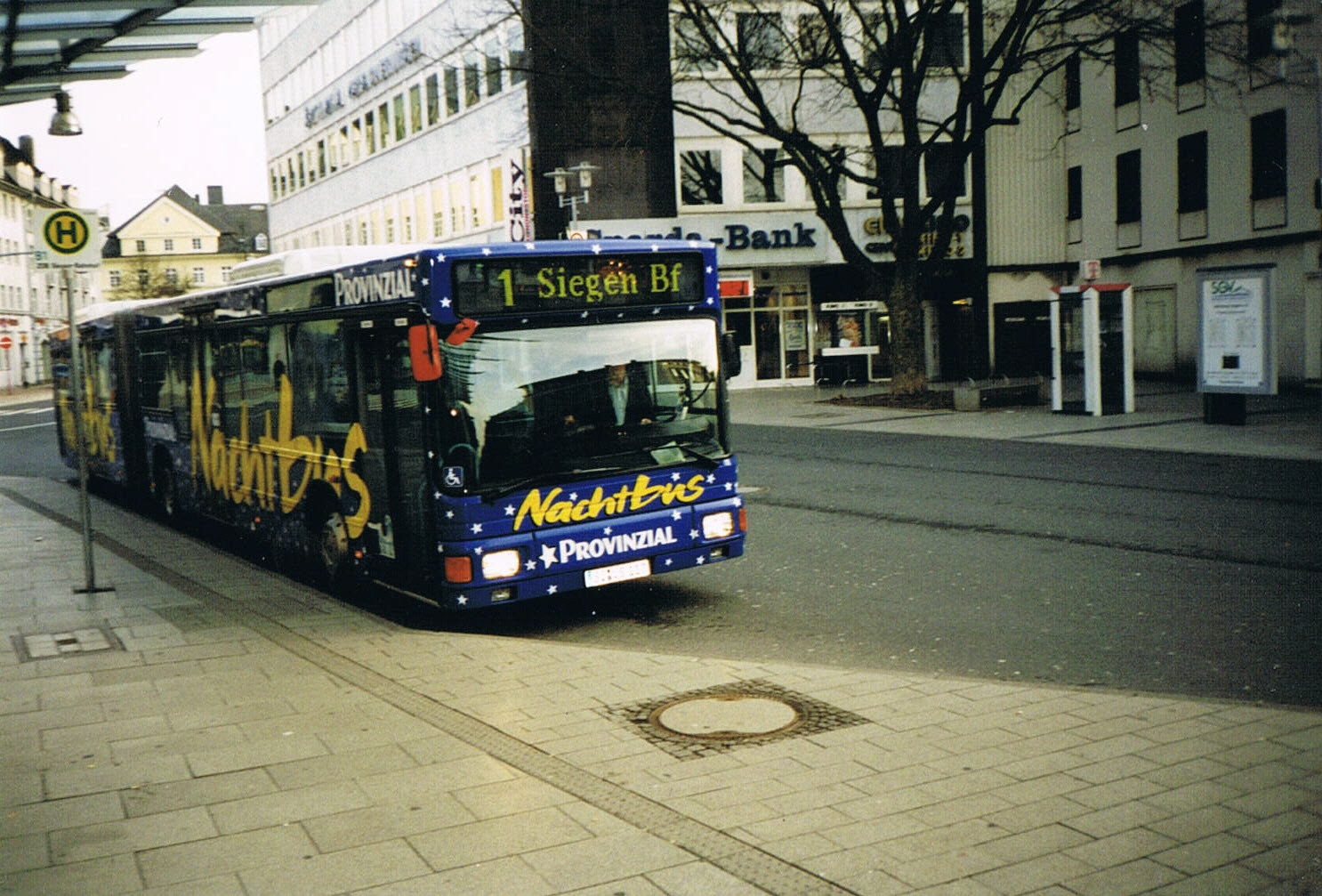
Ganzreklame für den Nachtbusverkehr in Siegen

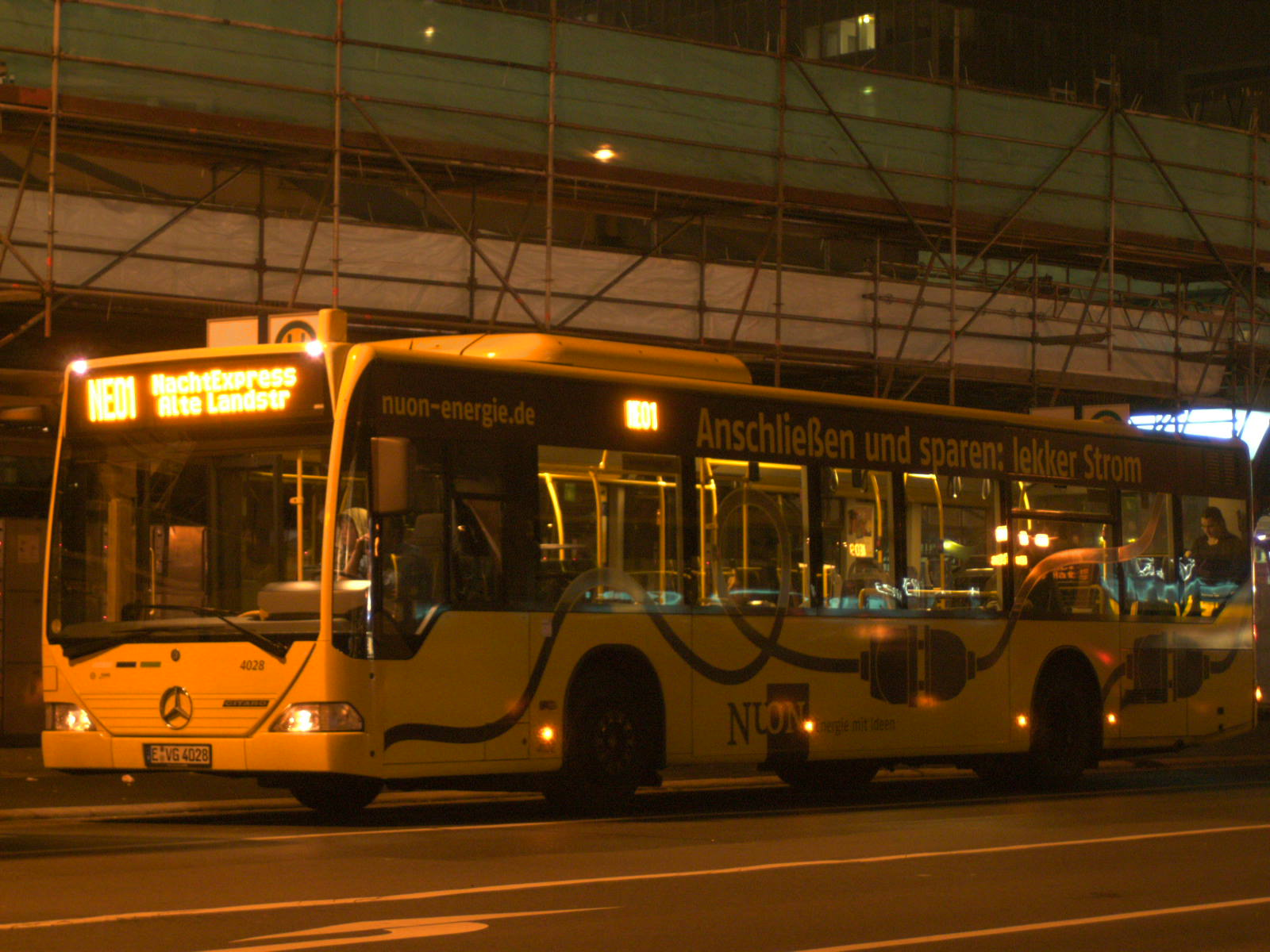
NachtExpress-Buslinie in Essen

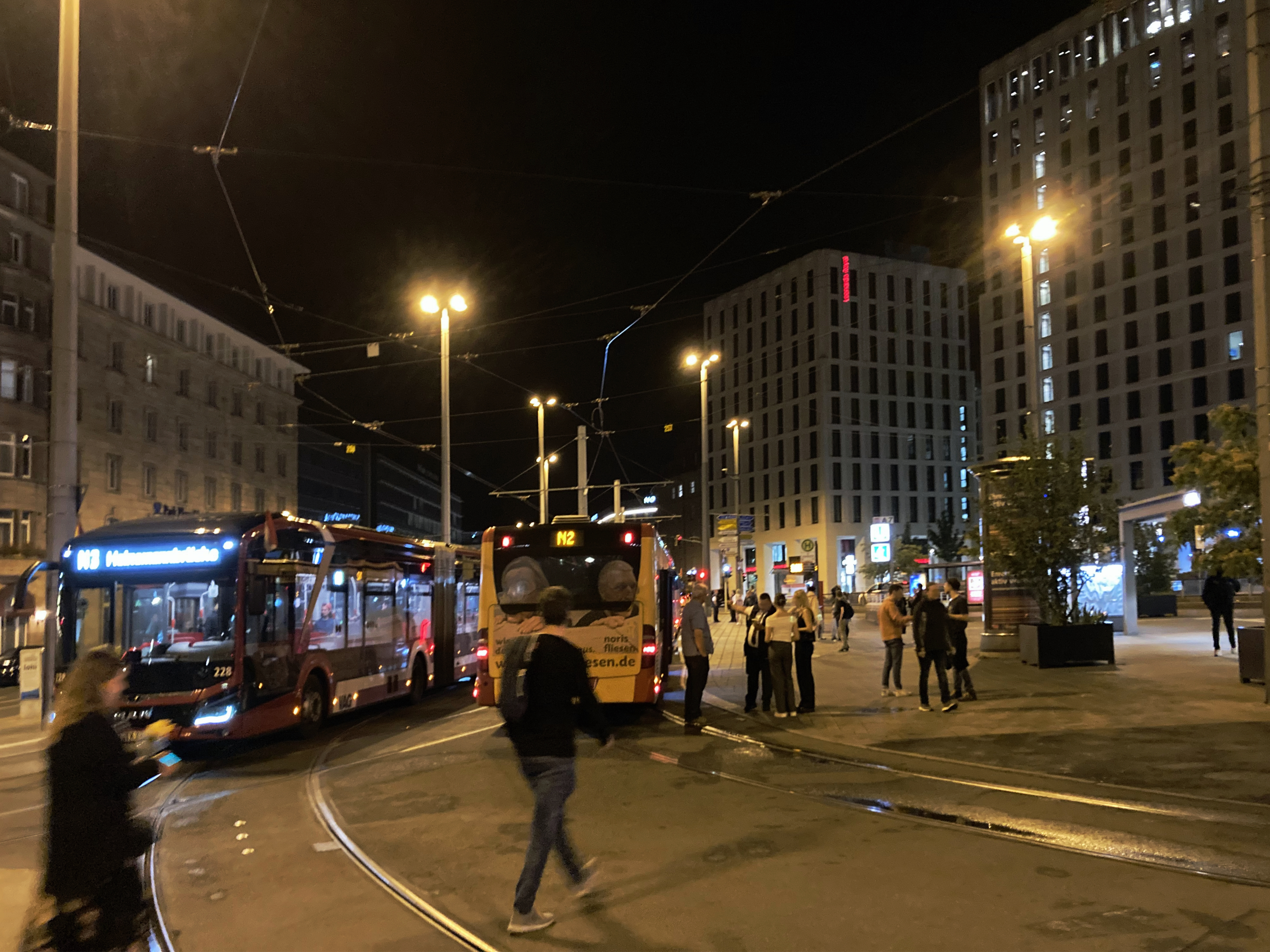
NightLiner am Nürnberger Hauptbahnhof

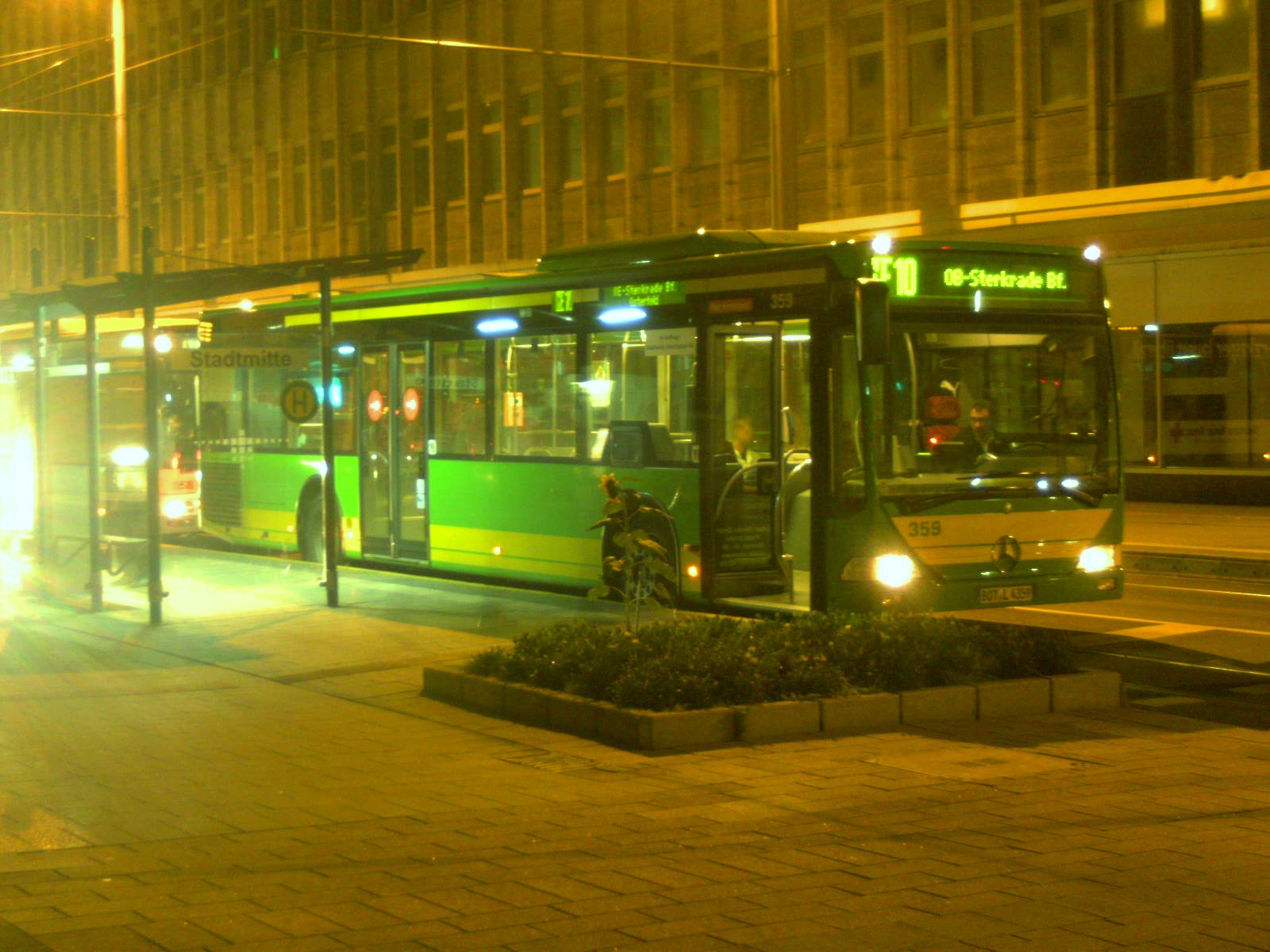
NachtExpress-Buslinie in Mülheim an der Ruhr

Als Nachtverkehr wird der Betrieb des öffentlichen Personennahverkehrs in den Nachtstunden und teilweise bis zum frühen Morgen bezeichnet, wobei die Betriebszeiten stark variieren. Die Einsatztage des Nachtverkehrs sind zumeist die Nächte an Wochenenden sowie vor Feiertagen, seltener alle Tage der Woche. Gewöhnlich wird der Takt des Bus- und Schienenverkehrs stark ausgedünnt und es entstehen häufig vom Tagesverkehr völlig abweichende Nachtliniennetze.

## Geschichte
Durchgehende Nachtverkehre von Straßenbahnen und Bussen gab es in größeren Städten bereits lange vor Einführung der heutigen Nachtverkehrsnetze (siehe Beispiel Bremerhaven: Tabelle, Bild auf der rechten Seite: Nachtangebot 1958). Diese wurden allerdings nicht als Besonderheit empfunden, sondern dem regulären Betrieb zu Tages- und eben auch Nachtzeiten zugerechnet. Erst zurückgehende Fahrgastzahlen im Zuge der Massenmotorisierung führten nach zunächst erfolgten Angebotskürzungen in den Schwachlastzeiten (also auch nachts) zu neuen Entwicklungen. In Deutschland fand eine Ausweitung des Angebotes außerhalb von Berlin und Hamburg auf die Nachtstunden ab Ende der 1980er Jahre und Anfang der 1990er Jahre mit innovativen Nachtsternnetzen statt. Im Blickfeld lagen jetzt besonders junge Menschen (Schüler ohne Führerschein), aber auch altersunabhängig Personen nach Alkoholgenuss, die auf diese Weise gefahrlos zu Veranstaltungen und wieder nach Hause gebracht werden konnten. Neben Nachtbussen wurden auch sogenannte Discobusse eingesetzt.
Bereits in den 1920er Jahren gab es in Großstädten besondere Nachtverkehre. Hamburg baute ab dem 4. Mai 1925 – als die dortige Straßenbahn noch dominierte und sich das Kraftomnibusnetz gerade entwickelte – ein Nachtbusliniennetz auf, das zum Beginn des Zweiten Weltkriegs 1939/1940 eingestellt wurde, die Straßenbahn übernahm diese Aufgabe. In den Nachkriegsjahren hatte Hamburg ein Nacht-Straßenbahnnetz, das neben Durchmesserlinien bis 1957 auch eine Ringlinie (Alsterring) über St. Pauli enthielt. Daneben gab es in den 1960er Jahren allerdings auch Buslinien, die nachts betrieben wurden, da bereits wichtige Straßenbahnlinien auf U-Bahn-Betrieb umgestellt worden waren, der jedoch nachts pausierte. 1970 wurde vom Hamburger Verkehrsverbund (HVV) ein Nachtbusnetz mit Linien der 600er Gruppe von den Verkehrsunternehmen HHA und VHH eingeführt, die täglich im Stundentakt verkehrten, am Wochenende meist wesentlich öfter. Heute wird an Wochenenden das Nachtbusnetz durch U- und S-Bahn und einige auch tagsüber verkehrende Buslinien, u. a. Metrobuslinien ergänzt.

## Liniennetze und Takt

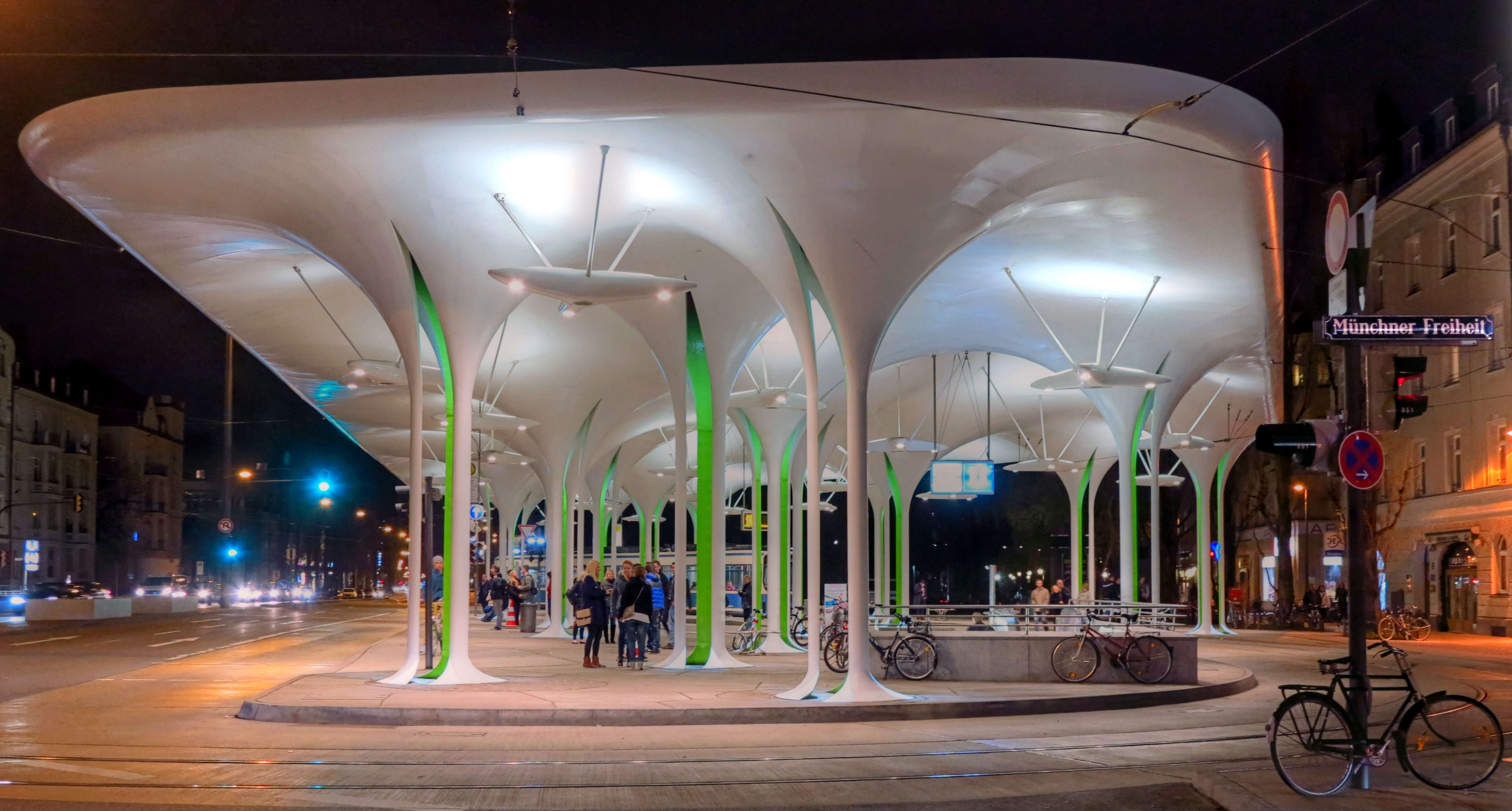
Trambahn- und Bushaltestelle an der Münchner Freiheit gegen Mitternacht

Eine Nachtlinie bündelt oftmals die Verkehrsrelationen mehrerer Tageslinien, fährt also ggf. abweichende (Um-)Wege. Die Netzstruktur kann ähnlich jener des Tagesverkehrs oder auch ganz anders gestaltet sein.
Weitverbreitet sind sternförmige Netze. Hierbei beginnen bzw. enden Radiallinien oder treffen sich Durchmesserlinien an einem sogenannten Taktknoten im Stadtzentrum (Bahnhof, Busbahnhof oder sonstigem zentralen Platz) und verkehren von dort in einem festen Takt in alle Richtungen. Ferner können auch Nachtlinien als Ringlinien konzipiert sein, die in eine oder beide Richtungen bedient werden. Dadurch wird eine höhere Flächenerschließung mit geringerem Fahrzeugeinsatz erzielt. Andererseits können bei nur in einer Richtung bediente Ringlinien unter Umständen lange Fahrzeiten zum Stadtzentrum entstehen, da dieses im Gegensatz zu Radial- oder Durchmesserlinien nicht auf direktem Wege erreicht wird. Bei Rendezvous-Systemen fahren alle Linien einen Treffpunkt gleichzeitig an. Dadurch bestehen – bei ebenfalls gleichzeitigen Abfahrtzeiten – direkte Anschlüsse in alle Richtungen.
Nachtlinien ersetzen in deren Betriebsruhe neben Stadtbussen auch die U-Bahn, Stadtbahn oder Straßenbahn. Die Linienführung orientiert sich dann meist an der Schnellbahnstrecke. Eingesetzt werden überwiegend Standardbusse; in einigen Großstädten sind auch Straßenbahnen in das Nachtnetz eingebunden. Am Wochenende können zusätzlich U-Bahnen und S-Bahnen oder auch der übrige Schienenpersonennahverkehr fahren.
Die Taktfrequenz, unter anderem abhängig von der Stadtgröße, liegt im deutschsprachigen Raum zwischen 15 und 120 Minuten. In mittelgroßen Großstädten in Deutschland oder in von Tarifverbünden der Schweiz angebotenen Nachtnetzen hat sich der Stundentakt durchgesetzt. Seltener existieren auch unvertaktete Nachtverkehre oder aus betrieblichen Gründen Takte wie der 71-Minuten-Rhythmus, der von gemeinsamen Rendezvous der Nachtlinien um 1:11 Uhr, 2:22 Uhr, 3:33 Uhr und 4:44 Uhr (Beispiel in Leipzig) ausgeht.
In Kleinstädten oder Gemeinden übernehmen oft einzelne Buslinien (auch Regionalbusse) den Spätverkehr. Dabei werden bisweilen andere Bezeichnungen, in Deutschland beispielsweise Discobus verwendet. Auf wenig genutzten Linien fahren Kleinbusse, Anrufbusse oder Taxis (Anrufsammeltaxis, Nacht-AST).
In den Verkehrsgemeinschaften Münsterland (VGM) und Ruhr-Lippe (VRL) wurden ab 1992 Nachtbus-Verbindungen als Ergänzung zu den Regionalbussen in Betrieb genommen. Gegenwärtig verbinden 16 Linien die Städte und Gemeinden, viele als Zubringer nach Münster und Osnabrück, aber auch zwischen den regionalen Zentren im Münsterland und in den Kreisen Soest und Unna sowie im Hochsauerland. Die NachtBusse in diesen Regionen werden durch die Westfälische Provinzial unterstützt.

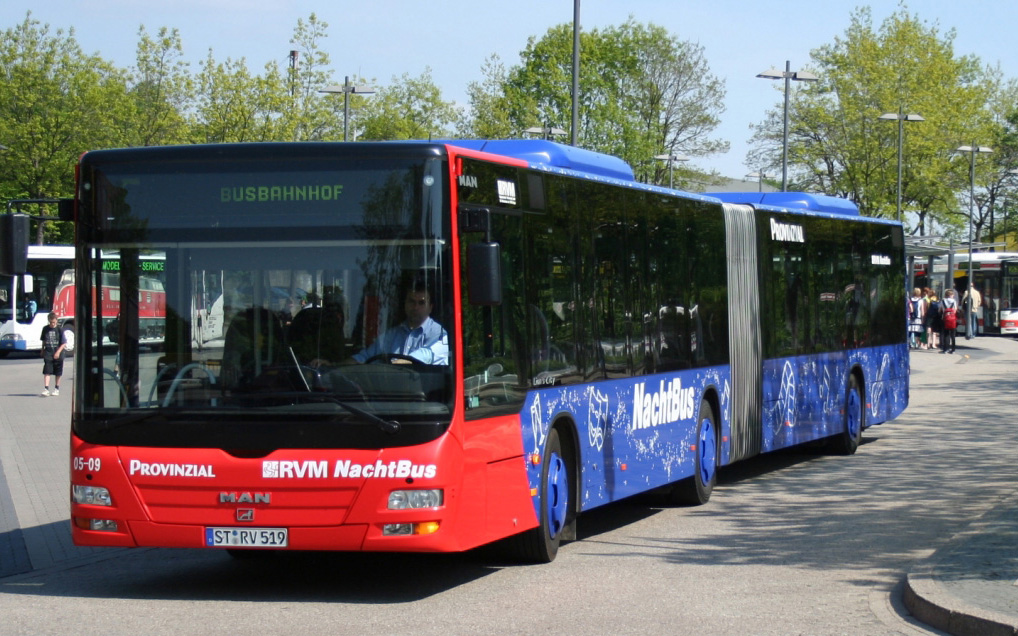
Seit 1992 fahren die RVM-NachtBusse im Münsterland

Einige Verkehrsbetriebe bieten während der verkehrsarmen Zeit an, außerhalb von Haltestellen oder zwischen den Haltestellen auf Anforderung auszusteigen, da dieser Service außerhalb der Innenstädte keine Probleme bereitet.

## Betriebszeiten
Die Betriebszeiten variieren je nach Stadtgröße stark. So verkehren in Berlin von Montag bis Sonntagnacht alle Nacht- und Metrolinien mindestens im 30-Minuten-Takt von etwa Mitternacht bis 4:30 Uhr (Sonntagfrüh bis 7:30 Uhr). In München fahren die Nachtlinien unter der Woche stündlich, am Wochenende alle 30 Minuten.
In anderen Großstädten fahren sie oft nur in den Wochenendnächten und vor Feiertagen im Stundentakt. Am Sonntagmorgen wird teilweise der Frühverkehr bis gegen 8 Uhr mit einbezogen.
Nachtlinien in Mittel- und Kleinstädten fahren meist nur bis 3 oder 4 Uhr früh und teilweise nur in Wochenendnächten. Manchmal werden in Deutschland auch Fahrten im Spätbetrieb vor Mitternacht als Nachtverkehr bezeichnet oder der Spätverkehr von 20 bis 24 Uhr wird zum Nachtnetz gezählt (z. B. Brandenburg an der Havel).

## Fahrgastinformation

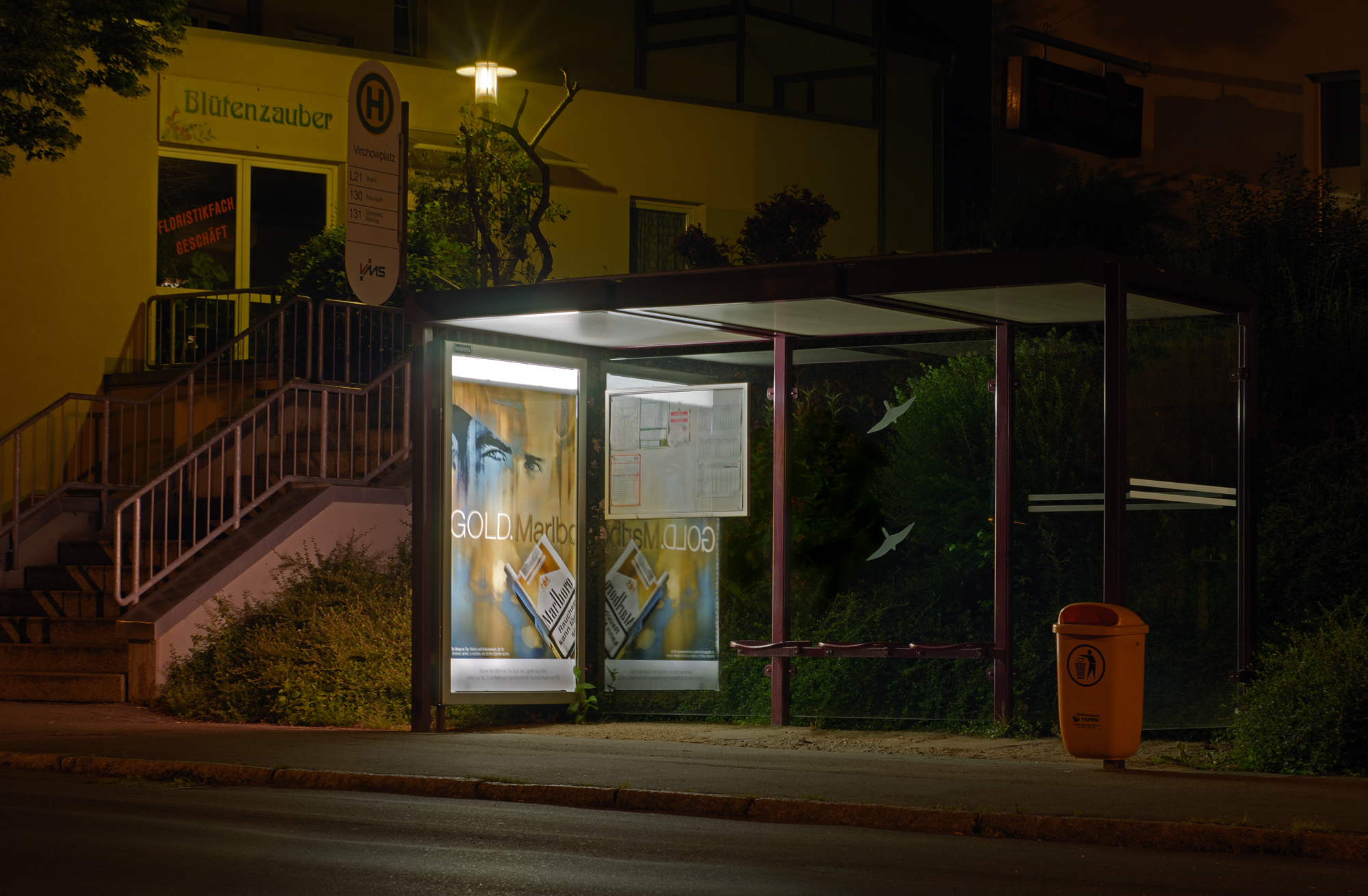
Bushaltestelle in der Nacht

Die Fahrtrouten, Linienbezeichnungen und Haltestellenlagen können erheblich vom Tagesbetrieb abweichen. Manche Tageshaltestellen werden vom Nachtverkehr nicht bedient oder befinden sich an einer anderen Stelle. Nachthaltestellen sollten einen ähnlichen Standard wie Tageshaltestellen haben. Besonders wichtig ist dabei eine ausreichende Beleuchtung, auch, um die Haltestelle aus der Ferne für die Fahrgäste leicht erkennbar zu machen.
Da die meisten Kunden nur selten in der Nacht fahren, ist der Bekanntheitsgrad der Nachtnetze verhältnismäßig gering. Das Angebot kann sich aber nicht nur an Nachtschwärmer wenden – ein gutes Fahrgastinformationssystem ist also unbedingte Voraussetzung. Dazu gehören ausreichende Informationsaushänge auch an den Tageshaltestellen mit Nachtfahrplänen und Hinweise über die Lage der Haltestellen. Falls dies jedoch existiert, kann eine hervorragende Auslastung erreicht werden. Eine Eintragung der Nachtlinien in die elektronische Fahrplanauskunft erreicht zumindest die Nutzer dieses Systems.
Nachtnetze können aus dem Tagesnetz heraus entwickelt sein – dann ähneln die Linienbezeichnungen dem Tagesangebot oder sind damit identisch – oder sind völlig verschieden davon aufgebaut. Eine Annäherung der Strukturen an den Tagesbetrieb ist der beste Weg zu einer guten Fahrgastinformation.

## Linienkennzeichnung

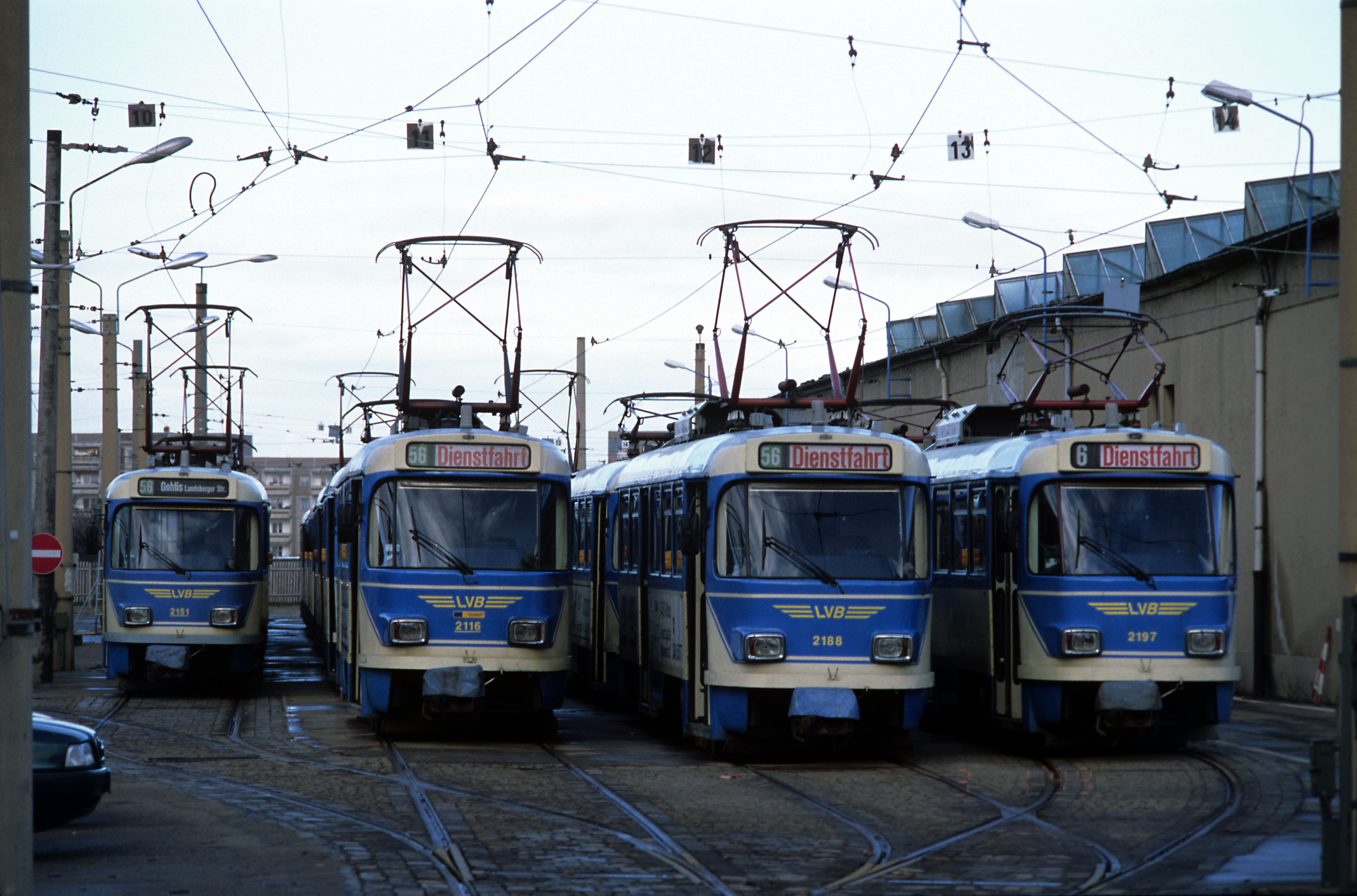
In Leipzig kennzeichneten grüne Liniennummern früher Nachtlinien

Sofern der Nachtverkehr nicht die gleichen Linienbezeichnungen wie tagsüber benutzt, führen Nachtlinien oft ein zusätzliches „N“ als Präfix vor oder als Suffix hinter der Liniennummer, die entweder von einer Tageslinie abgeleitet oder unabhängig davon sein kann. Verkehrsunternehmen im Verkehrsverbund Rhein-Ruhr verwenden alternativ die Bezeichnung NachtExpress und die Abkürzung „NE“. Andere verwendete Präfixe sind „NL“ für Nightliner in Karlsruhe und „M“ für Moonliner in Heidelberg. In Bremerhaven werden die zwei Nachtlinien als „ML“ und „NL“ ohne weitere Durchnummerierung gekennzeichnet. Darüber hinaus ist es weit verbreitet, Nachtlinien eigene Nummernblöcke zuzuweisen, die in der Regel höher sind als die Nummernblöcke der Tageslinien.
In Freiburg im Breisgau, Gießen und Reutlingen tragen die Nachtbuslinien Planeten-Namen. Die Straßenbahn Leipzig wiederum verwendete für ihre Nachtlinien früher grüne Liniennummern, während die Straßenbahn Bukarest ihre einzige Nachtlinie, die rund um die Uhr verkehrende Linie 26, früher exklusiv mit einer roten Liniennummer kennzeichnete.

## Nachttarife

Spezielle Nacht-Karte der Elektrischen Kleinbahn Iglau

Für den Nachtverkehr gelten teilweise gesonderte, vom Tagverkehr abweichende Nacht- bzw. Zuschlagstarife. Insbesondere in Deutschland und Österreich wurden die Nachtzuschläge sowie Sondertarife jedoch im vergangenen Jahrzehnt weitestgehend abgeschafft, sodass nun alle Tickets der örtlichen Verkehrsverbünde zur Nutzung im Nachtverkehr gültig sind.

### Schweiz
In der Schweiz wurden Nachtverkehre im Gegensatz zum sonstigen Orts- und Regionalverkehr früher üblicherweise nicht über die Kantone abgegolten, sondern mussten eigenwirtschaftlich betrieben werden. Neben speziellen Nachttarifen auf einzelnen Netzen existierte deshalb der sogenannte Nachtzuschlag von 5 Franken, welcher zusätzlich zum regulären Fahrschein gelöst werden musste. Er war auf vier Nachtnetzen in den Tarifverbünden A-Welle, Ostwind, beim Tarifverbund Zug und Tarifverbund Schwyz sowie in den Nachtzügen Zürich–Luzern gültig. Einzelne Nachtnetze wurden zudem von regionalen Firmen gesponsert, das Zürcher Netz beispielsweise durch die Zürcher Kantonalbank, jenes in Luzern durch Radio Pilatus.
Ausnahmen bildete diesbezüglich das Nachtnetz in der Region Basel, wo der Nachtzuschlag per Dezember 2011 aufgehoben wurde.
Zu den Fahrplanwechseln im Dezember 2020 und 2021 sind der Nachtzuschlag sowie gesonderte Nachttarife in weiten Teilen der Schweiz entfallen. Für gewisse regionale Nachtbusangebote werden aber weiterhin Zuschläge erhoben oder Spezialfahrausweise verkauft. Dazu zählen der Nachtbus Uri, das Nachtangebot im Kanton Neuenburg, das Bettmobil Wallis sowie Nachtbusse in den Regionen Vevey-Villeneuve, Morges, Nyon und Gland.

## Beispiele für Nachtverkehr in europäischen Städten

### Deutschland

#### Berlin
Die Linien der U-Bahn werden in Berlin am Wochenende rund um die Uhr betrieben, nachts in einem 15-Minuten-Takt. In den Nächten vor Werktagen werden sie durch Nachtbusse mit den gleichen Nummern („N1“ bis „N9“) ersetzt, die im 30-Minuten-Takt soweit möglich dieselben Routen wie die U-Bahn befahren. Keinen Nachtverkehr gibt es lediglich auf der kurzen Linie U4.
Auch die S-Bahn fährt am Wochenende durchgehend, der Takt variiert nachts zwischen 15 Minuten in der Innenstadt und auf dem Ring und bis zu 30 Minuten im Land Brandenburg (Strausberg – Strausberg Nord im 60-Minuten-Takt, Blankenburg – Birkenwerder verkehrt nicht in den Nachtstunden). Vor Werktagen gibt es hier eine nächtliche Betriebspause.
Auch die MetroTram- und Metrobus-Linien werden seit Ende Mai 2006 an allen Tagen rund um die Uhr bedient, nachts im 30-Minuten-Takt, in der Innenstadt teilweise im 15-Minuten-Takt.
Die übrigen Nachtbuslinien haben gesonderte Streckenführungen, die meist an eine Tageslinie angelehnt sind oder Teilstrecken verschiedener Tageslinien kombinieren. Sie sind an einem „N“ mit zweistelliger Liniennummer zu erkennen und werden größtenteils ebenfalls im 30-Minuten-Takt bedient.
An einigen Verknüpfungspunkten warten die Wagen der Nachtlinien in bestimmten Richtungen aufeinander und ermöglichen kurze Umsteigezeiten. Die wichtigsten sind Bahnhof Zoo, Alexanderplatz und Hermannplatz.

#### Bonn
In Bonn gab es ab 1994 zunächst 4 Nachtlinien, zu denen in den folgenden Jahren 6 Linien hinzugekommen sind. Die 10 Nachtbuslinien führen sternförmig im Rundverkehr vom Bonner Hauptbahnhof in viele Stadtteile und enden auch wieder am Hauptbahnhof. Die Abfahrten finden täglich um 0:35 Uhr, 1:35 Uhr und 2:35 Uhr (an Nächten von Freitagen auf Samstagen, Samstagen auf Sonntagen, und vor Wochenfeiertagen zusätzlich um 3:35 und 4:35 Uhr) statt, die maximale Fahrzeit beträgt etwa 55 Minuten. Unter der Woche fahren außerdem die Züge der Stadtbahnlinie 66 bis 2 Uhr zwischen Siegburg und Bonn Hauptbahnhof bzw. teilweise bis nach Bad Honnef, am Wochenende zwischen Siegburg und Bad Honnef im Stundentakt. In den Nächten von Fr. auf Sa. und Sa. auf So. fahren Züge auf den Stadtbahnlinien 16 und 18 nachts durchgehend zwischen Köln und Bonn. Ebenso fahren die Busse der Linien 117 und 640 in den Wochenendnächten auf ihrem normalen Linienweg zur Abdeckung des rechtsrheinischen Bonner Umlands. Genauso wie in Köln kommt hier der reguläre VRS-Tarif zur Anwendung.

#### Dresden
Dresden ist eine der wenigen Netze in Europa, wo die überwiegende Anzahl der regulären Tageslinien auch in der Nacht im Einsatz sind. In den Nächten vor Samstagen, Sonn- und Feiertagen wird durchgängig im Halbstundentakt gefahren, in den übrigen Nächten besteht ein Stundentakt. Das Herzstück dieses Nachtverkehrs bildet das „Postplatztreffen“, das wie der Name schon sagt, am Postplatz stattfindet. Hier finden ab etwa 23 Uhr, immer zur Minute 15 und 45 bzw. ab etwa 1 Uhr immer zur Minute 45, Sammelanschlüsse statt, an denen elf Linien teilnehmen. Dies ermöglicht gegenseitiges Umsteigen zwischen allen elf Linien. Darüber hinaus finden an wichtigen Haltestellen ebenfalls Anschlüsse zwischen den jeweiligen statt.
Der nächtliche Halbstundentakt wurde zum ersten Corona-Lockdown eingestellt, wurde nach wiederkehrender, stärkeren Nachfrage im April 2023 reaktiviert.
Von den S-Bahnen verkehrt nur die Linie S1 der S-Bahn Dresden durchgängig.

#### Frankfurt am Main
In Frankfurt besteht seit Dezember 2017 am Wochenende ein schienengebundener Nachtverkehr, der vier U-Bahn-Linien (U4, U5, U7, U8) und fünf S-Bahn-Linien (S1, S3, S4, S5, S8) umfasst. Zudem gibt es unter der Woche ein Nachtbusnetz mit Stadtbussen der Verkehrsgesellschaft Frankfurt (VGF), wobei die Busse den Linienwegen der tagsüber verkehrenden U-Bahn-Linien folgen. Darüber hinaus verkehren die Metrobusse und einige weitere Linien täglich die ganze Nacht über. Am Wochenende binden die Nachtbusse sowohl umliegende Städte als auch die meisten Frankfurter Stadtteile an, da auch in den Nächten vor Samstagen und Sonntagen weite Teile der Stadt nicht von den nächtliche U- und S-Bahn-Zügen bedient werden. Zusätzlich verkehren einige regionale Nachtbuslinien auch unter der Woche z. B. aus den Richtungen Darmstadt, Neu-Isenburg, Ober Roden nach Frankfurt, um insbesondere eine frühe Erreichbarkeit des Flughafens zu ermöglichen. Die Linie S8 der S-Bahn Rhein-Main verkehrt täglich rund um die Uhr dorthin. Zwischen 0 Uhr und 5 Uhr führt diese jedoch nicht durch die Frankfurter und Offenbacher City-Tunnel, sondern über Offenbach Hbf und Frankfurt Süd.

#### Hamburg
Seit Dezember 2004 existieren zwei unterschiedliche Systeme, die vom Wochentag abhängig angeboten werden: In den Nächten vor Wochentagen gibt es ein reines Nachtbus-Netz. Es besteht grundsätzlich aus zehn Radiallinien aus der Innenstadt bis zur Hamburger Landesgrenze, die ihren Treff- und meist auch Ausgangspunkt am Rathausmarkt haben. Zusätzlich werden die Radial-Strecken nördlich der Elbe etwas außerhalb der Innenstadt von einer Halbringlinie verbunden. Von einzelnen Radiallinien verzweigen an Knotenpunkten in weiter außerhalb gelegenen Stadtteilen (z. B. Harburg) zusätzliche Linien zur Feinverteilung. Alle Nachtbuslinien verkehren meist alle 30, seltener 60 Minuten, während der gesamten Betriebspause der Schnellbahnen von etwa 0:30 bis 4 Uhr.
In den Nächten vor Samstagen, Sonntagen und gesetzlichen Feiertagen verkehren auf dem Hamburger Stadtgebiet seit 2004 fast alle U- und S-Bahn-Linien die gesamte Nacht durchgehend im 20-Minuten-Takt. Seit Dezember 2017 verkehrt die Linie U3 in Wochenendnächten auf dem gesamten Ring durchgehend im 10-Minuten-Takt. Ebenso werden wichtige Buslinien des Tagesangebotes auf der üblichen Strecke und unter ihrer Liniennummer im 20-Minuten-Rhythmus angeboten, darunter große Teile des Metrobus-Netzes. An das Hamburger Schnellbahn-Nachtnetz sind am Wochenende auch Teile des Umlandes angeschlossen: Die Linie U1 verkehrt im Auftrag der Stadt Norderstedt ebenfalls im 20-Minuten-Takt bis zur Endstation Norderstedt Mitte und die Linie S3 stündlich bis Pinneberg. Andere Städte und Gemeinden im Umland lassen sich über Nachtbusse erreichen, die die Orte teilweise alle 40 Minuten mit einer Schnellbahnhaltestelle verbinden. Da die U-Bahn-Linie U4 zwischen Billstedt und Jungfernstieg parallel mit der U2 verläuft, verkehrt diese im Nachtbetrieb nur auf dem Abschnitt Jungfernstieg – Elbbrücken.

#### Hannover

Beispiel des Nachtsternverkehrs der Stadtbahn in Hannover. Die Linien warten mindestens 5 Minuten am Kröpcke, damit die Fahrgäste umsteigen können.

Bereits seit 1957 treffen sich an Wochenenden die Straßenbahn- bzw. Stadtbahnzüge der Üstra zu Nachtzeiten an der zentralen Haltestelle Kröpcke, nunmehr U-Bahnhof Kröpcke. Die Züge fahren im Stundentakt zwischen etwa 1 Uhr und 4 Uhr. Es gibt zwei Abfahrtszeiten: Die Linien 1, 3 und 4 kommen dabei immer etwa 20 Minuten vor der vollen Stunde an und fahren um '45 ab. Zur zweiten Abfahrtszeit treffen sich die Linien 2, 5, 6, 7 und 9 etwa 10 Minuten nach der vollen Stunde am Kröpcke und verlassen diesen um Viertel nach. In diesen fünf Minuten warten alle Züge der Stadtbahn, dadurch besteht Umsteigemöglichkeit. Da hier nur sechs Bahnsteige vorhanden sind, halten die Züge hintereinander am selben Bahnsteig.
Die Linien 11 und 17 werden nicht bedient, die 10 fährt direkt ab Goetheplatz in den Tunnel in Richtung Waterloo und Hauptbahnhof. Da die Linie am Hauptbahnhof endet und wieder zurück fährt, kommt sie um „36 nach“ am Kröpcke an und fährt weiter, auf dem Rückweg erreicht sie ihn um etwa „10 min vor“.
Bei der S-Bahn Hannover sind derzeit die Linien S2, S4, S5 und S7 an den Wochenenden im Stundentakt unterwegs. Die Züge treffen sich am Hauptbahnhof zur vollen Stunde und sollen dadurch den Fahrgästen ermöglichen, zur Stadtbahn umsteigen zu können. Zum Fahrplanwechsel 2019 soll auch ein Teilstück der S1 in den Nachtsternverkehr mit aufgenommen werden.
An den Endhaltestellen der Stadtbahnlinien warten Busse (sogenannte „Nightliner“) und bringen die Fahrgäste ohne lange Wartezeit ins weitere Umland.

#### Koblenz
In Koblenz verkehren in den Nächten vor Samstagen, Sonntagen sowie Feiertagen in Rheinland-Pfalz Nachtbuslinien der Energieversorgung Mittelrhein (EVM) sowie des Busunternehmens Rhein-Mosel-Bus. Jedoch findet kein durchgehender Nachtbetrieb statt, sondern lediglich eine Sternfahrt der Nachtbuslinien um etwa 1 Uhr aus der Innenstadt heraus in die Vororte. Die Nachtbusse des Rhein-Mosel-Bus verkehren aus der Innenstadt in die umliegenden Städte und Gemeinden wie Boppard, Emmelshausen, Montabaur, Mülheim-Kärlich und Mayen. Zuschläge werden nicht erhoben, die Nachtbusse können mit allen gültigen Tickets des Verkehrsverbund Rhein-Mosel (VRM) genutzt werden.

#### Köln
Seit dem Fahrplanwechsel im Dezember 2011 verkehren alle Stadtbahnlinien der Kölner Verkehrs-Betriebe (KVB) in den Nächten vor Samstagen, Sonntagen und gesetzlichen Feiertagen in Nordrhein-Westfalen im 30-Minuten-Takt, teilweise auch alle 15 Minuten. Ein Nachtbetrieb wird ebenso auf der Buslinie 132 (Breslauer Platz/Hauptbahnhof – Heumarkt – Chlodwigplatz – Arnoldshöhe – Rondorf – Meschenich) angeboten, da diese Verbindung bis zur Fertigstellung der Nord-Süd-Stadtbahn eine Lücke im Kölner Netz schließt. Seit Dezember 2017 verkehren außerdem im Stundentakt zwei Nachtbuslinien, die Stadtteile ohne Stadtbahnanschluss anbinden, ferner wird auf einigen regulären Buslinien (mit teils verkürztem Linienweg) ein Nachtverkehr im Stundentakt angeboten (jeweils in den Nächten vor Samstagen, Sonntagen und Feiertagen). Alle Kölner Nachtlinien sind zuschlagfrei mit allen gültigen Fahrscheinen des Verkehrsverbundes Rhein-Sieg VRS sowie mit Tickets des NRW-Tarifs nutzbar.

#### Leipzig
Im August 1998 wurde ein spezielles Nachtbusnetz bei den LVB eingeführt, neun Nightliner fahren täglich ausgehend vom Hauptbahnhof um 1:11, 2:22 sowie 3:33 Uhr sternförmig durch die Stadt. Nur an den Wochenenden gibt es seit 2006 zusätzliche Abfahrten um 1:45 und 3:00 Uhr ab Hauptbahnhof. Die Nachtlinien führen Liniennummern, die mit einem N beginnen. Die folgenden Ziffern 1 bis 9 sind nicht von den Taglinien abgeleitet. Die Zuführung der Busse erfolgt teilweise als E-Wagen, die als Anschlüsse für aussetzende Straßenbahnzüge verkehren.
Seit 2013 verkehren an den Wochenenden mit der Linie N10 wieder Straßenbahnzüge im Nachtverkehr. Seit April 2018 gibt es mit der Linie N17 eine weitere Straßenbahnnachtlinie. Sie verkehrt im Gegensatz zur N10 in allen Nächten.

#### Münster
In Münster existiert ein Nachtbusnetz der Stadtwerke Münster, das ein durchgängiges Angebot in den Nächten vor Samstagen, Sonn- und Feiertagen sowie einen verkürzten Nachtbetrieb vor Werktagen umfasst und das vom Tagverkehr abweicht. In den Nächten vor Werktagen verkehren die mit dem Zusatzbuchstaben N gekennzeichneten Busse bereits ab 21 Uhr bis 2 Uhr des Folgetages, in den Nächten vor Samstagen, Sonn- und Feiertagen von 21 Uhr bis 8 Uhr. Es existiert kein Sondertarif, alle Fahrscheine der Verkehrsgemeinschaft Münsterland sowie des Westfalentarifs werden anerkannt.

#### Nürnberg

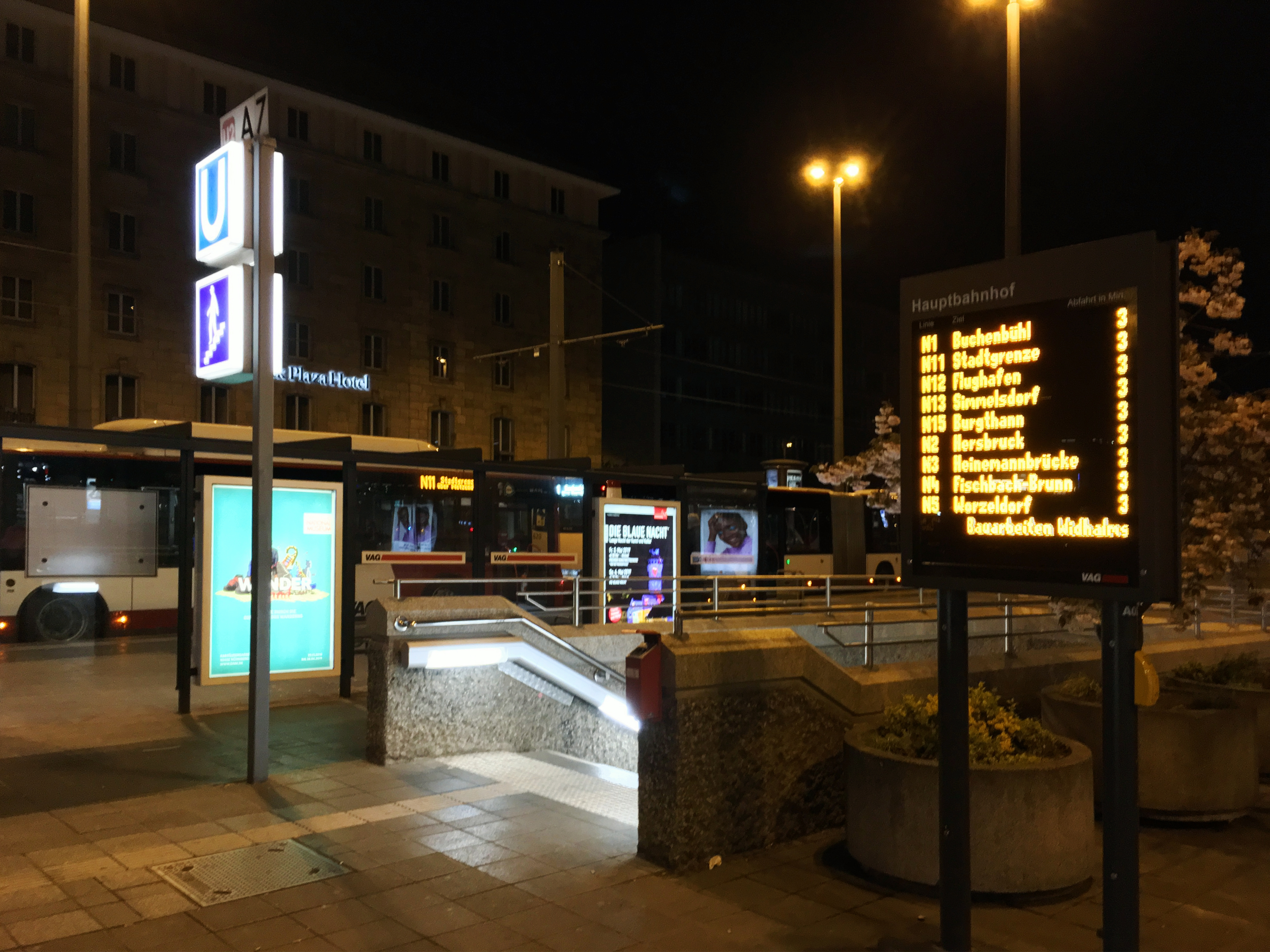
Abfahrtstafel am zentralen Umsteigepunkt Hauptbahnhof

An den Tagen vor Feiertagen sowie Freitag- und Samstagnacht verkehrt im Nürnberger Ballungsraum das Nachtbusnetz. Die Stadtbusse, für die im Nachtnetz kein Aufpreis zu zahlen ist, tragen den Namen „Nightliner“ und ersetzen für die Stunden zwischen Mitternacht und 4 Uhr das U-Bahn-, Straßenbahn- und Stadtbusnetz. Die 29 „Nightliner“-Linien, die (mit Lücken) Liniennummern von N1 bis N61 tragen, fahren während der Nachtstunden über 600 Haltestellen im Stadtgebiet von Nürnberg, aber auch in Fürth, Erlangen, Stein und anderen angrenzenden Städten und Gemeinden des Ballungsraumes (u. a. Cadolzburg, Lauf und Schwabach) an. Die Nachtbusse sind vertaktet und fahren vom Nürnberger Hauptbahnhof, Fürther Rathaus oder Erlanger Hugenottenplatz im Stundentakt sternförmig in alle Richtungen ab.
Zusätzlich zu den Nachtbussen verkehren auch die S-Bahn-Linien S1, S2, S3, S4 und S6 in der Nacht.

### Schweiz

#### Kanton Aargau
Am Bahnhof Aarau verkehren neben den zwei Zugverbindungen (1 Winterthur – Zürich HB über Wildegg und 11 Zürich HB – Olten über die Heitersbergstrecke) auch fünf Nachtbuslinien, betrieben von Busbetrieb Aarau, Regionalbus Lenzburg und Aargau Verkehr:
Busbetrieb Aarau:
- N21 Aarau Bahnhof – Küttigen – Biberstein Abfahrten 01:47, 02:20, 03:20
- N22 Rohr Unterdorf – Aarau Bahnhof – Erlinsbach Oberdorf Abfahrten nach Erlinsbach: 01:47, 02:20, 02:52, 03,20, zusätzlich nach Rohr 02:47
- N24 Aarau Bahnhof – Buchs AG – Suhr – Gränichen – Reinach – Menziken Abfahrt 01:47 und 03:20
- N25 Aarau Bahnhof – Oberentfelden – (Suhr) – Muhen – Schöftland – Holziken – Kölliken 01:47, 02:52 (nach Suhr über Entfelden) und 03:20

Andere zwei Betriebe
- N28 Aarau Bahnhof – Buchs AG – Suhr – Entfelden – Kölliken – Safenwil – Oftringen – Zofingen Bahnhof Aargau Verkehr mit Abfahrt ab Aarau 02:20
- N94 Aarau Bahnhof – Buchs AG – Aarau Rohr – Rupperswil – Schafisheim – Lenzburg Regionalbus Lenzburg, ab Aarau 01:47, 02:52

#### Region Basel
In der Agglomeration Basel existiert seit 2008 das TNW-Nachtnetz, aufgebaut von den Kantonen Basel-Landschaft und Basel-Stadt und erweitert durch zahlende Gemeinden in den Kantonen Solothurn und Aargau. Dieses ist ebenfalls aufeinander abgestimmt. Während die Nachtzüge und -trams dreimal im Einsatz sind, sind die ländlichen Buslinien nur zwei- oder einmal unterwegs.

#### Kanton Bern

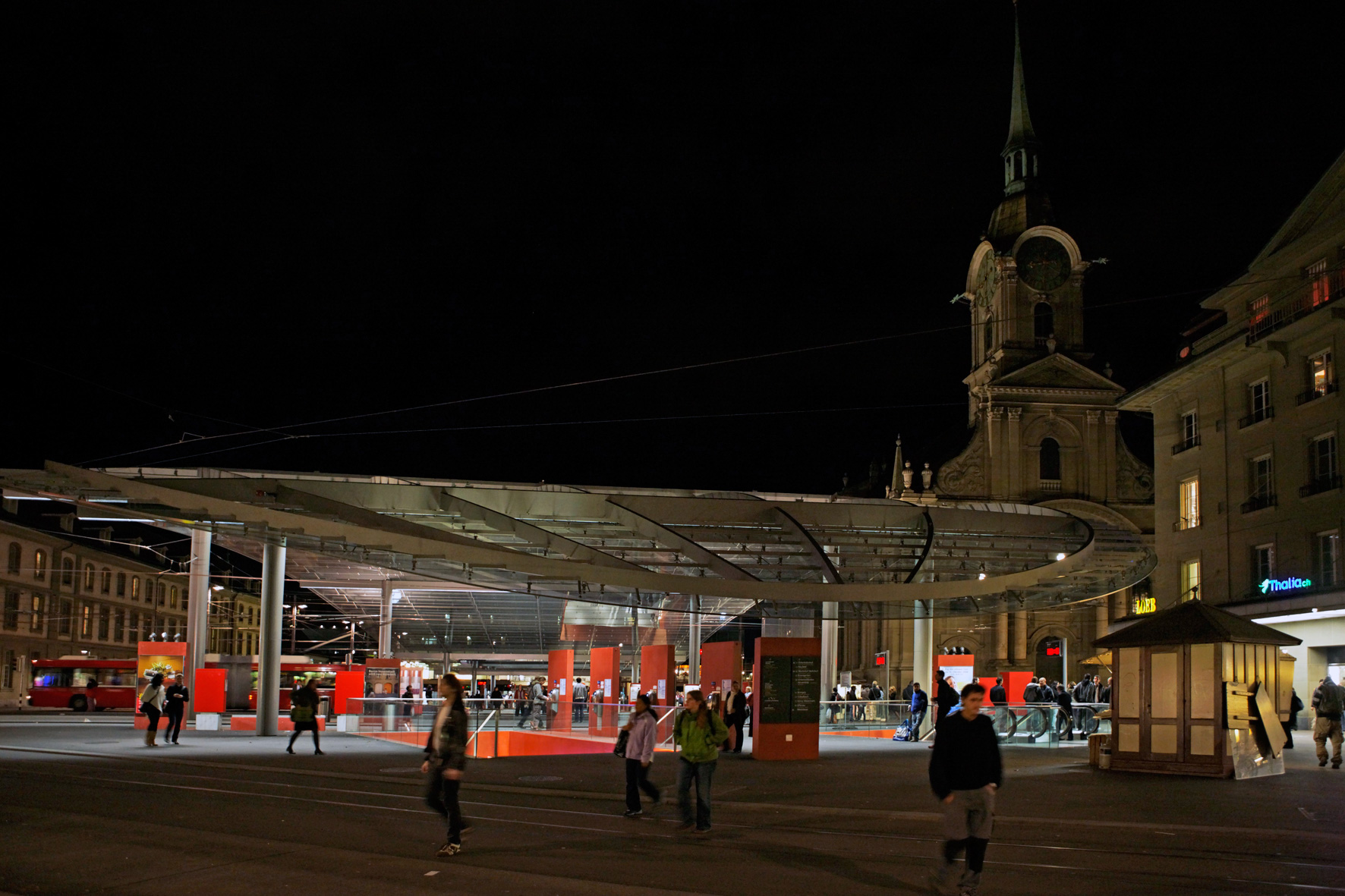
Der Bahnhofplatz in Bern

In Bern sowie in den Regionen Biel, Solothurn und Interlaken fährt der sogenannte Moonliner. Im Gegensatz zu den regulären Buslinien sind die Moonliner-Linien jeweils mit einem vorangehenden M bezeichnet (beispielsweise M1 für den Moonliner nach Münchenbuchsee). Die Linien folgen zumindest teilweise den Tageslinien, die Nummerierung ist hiervon jedoch losgelöst. Abfahrtsort für den gesamten Nachtverkehr der Region Bern ist dabei der Bahnhofplatz Bern. Insgesamt umfasst das Moonliner-Netz 43 Linien. Es wird von der Nachtliniengesellschaft (NLG) betrieben.

#### Luzern
In den Kantonen Luzern, Nidwalden und Obwalden fährt der Nachtstern mit 22 Linien. Die Nachtlinien werden durch den Buchstaben N vor der Liniennummer gekennzeichnet. Gefahren wird in den Nächten Freitag auf Samstag und von Samstag auf Sonntag sowie zu ausgewählten Feiertagen. Zwölf der 22 Linien verkehren ab dem Bahnhof Luzern, weitere fünf Linien werden ab dem Bahnhof Sursee geführt. Das Netz wurde bis 2021 in zwei Zonen aufgeteilt, nach denen der Nachttarif berechnet wurde. Seit 2022 ist die Mitfahrt mit regulären Fahrkarten des Tarifverbunds Passepartout bzw. des Nationalen Direkten Verkehrs (NDV) möglich. Gleichzeitig wurde das Nachtangebot von 13 auf 22 Buslinien deutlich erweitert und mit einer Nacht-S-Bahn zwischen Luzern und Sursee ergänzt.

#### Kanton Zürich
Im Kanton Zürich existiert ein zusammenhängendes Netz aus Nachtbuslinien und Nachtzügen. Die Nummerierung (mit einem N vorangestellt bzw. bei Zügen SN) sowie die Streckenführung der Linien weichen signifikant von der gewöhnlichen Streckenführung ab, jedoch werden nur übliche Haltepunkte angefahren. Hauptverkehrsknoten des Nachtnetzes sind der Winterthurer Hauptbahnhof und in Zürich die Stationen Bellevue/Stadelhofen, der Hauptbahnhof mit Central und dem Escher-Wyss-Platz. Es gab einen Nachtzuschlag von fünf Franken, der entweder am Billetautomaten oder via Mobiltelefon gekauft werden konnte. Das Nachtnetz besteht von 1 bis 4 Uhr in der Stadt Zürich bzw. 4:30 Uhr in der Stadt Winterthur (letzte Abfahrt an den Hauptverkehrsknoten). Innerhalb von Zürich gilt ein Halbstundentakt, im Rest des Kantons ein Stundentakt.

#### Ostschweiz
In den Kantonen St. Gallen, Thurgau, Appenzell Innerrhoden, Appenzell Ausserrhoden und Schaffhausen betreibt der Tarifverbund Ostwind das Nachtnetz. Die verschiedenen Verkehrsunternehmen bieten einen gemeinsamen Zuschlag und haben ihre Fahrpläne aufeinander abgestimmt. Zusätzlich sind die Fahrpläne an den Grenzen zum Zürcher Nachtnetz auch auf dieses abgestimmt. Im Gebiet des ZVV-Nachtnetzes kann auch ein ZVV-Nachtwind-Kombizuschlag gekauft werden. Am Nachtwind-Nachtnetz sind die Unternehmen Thurbo, Appenzeller Bahnen, Südostbahn, Rheintal Bus, Regiobus, Schneider Busbetriebe, dr Bus vu CHUR, SBB, Frauenfeld-Wil-Bahn, PostAuto, WilMobil, St. Galler Bus und Bus Sarganserland Werdenberg beteiligt.

### Liechtenstein
Seit Dezember 2008 besteht im Fürstentum Liechtenstein ein Nachtverkehr. Vier Linien des Verkehrsbetriebs LIECHTENSTEINmobil verkehren vor Freitag, Samstag und Sonntag einmal pro Nacht in der Hauptstadt und in die umliegenden Ortschaften sowie nach Feldkirch und Buchs SG. Es gilt ein spezieller Nachttarif von fünf Franken, Ermäßigungen werden nicht gewährt.

### Luxemburg
Seit 1999 besteht im Großherzogtum Luxemburg ein Nachtverkehr, damals noch unter dem Namen Late Night Bus (LNB). Der Name wurde am 24. September 2004 zu City Night Bus (CNB) geändert. Am 21. Juli 2006 wurde der große Parkplatz „Glacis“ in das nächtliche Streckennetz eingefügt. Das Streckennetz bestand von 2004 bis 2019 aus vier Linien. Am 3. November 2019 wurde das komplette Streckennetz der Nachtbuslinien umgestaltet und es kamen weitere drei Linien dazu. Seit dem 1. März 2020 wurde der öffentliche Nahverkehr in Luxemburg kostenlos, somit auch die Nachtbuslinien. Am 15. Juli 2023 kam eine achte Nachtbuslinie dazu. Die Linien verkehren von Freitag auf Samstag und Samstag auf Sonntag von 0:35 bis 3:35 Uhr.

### Österreich

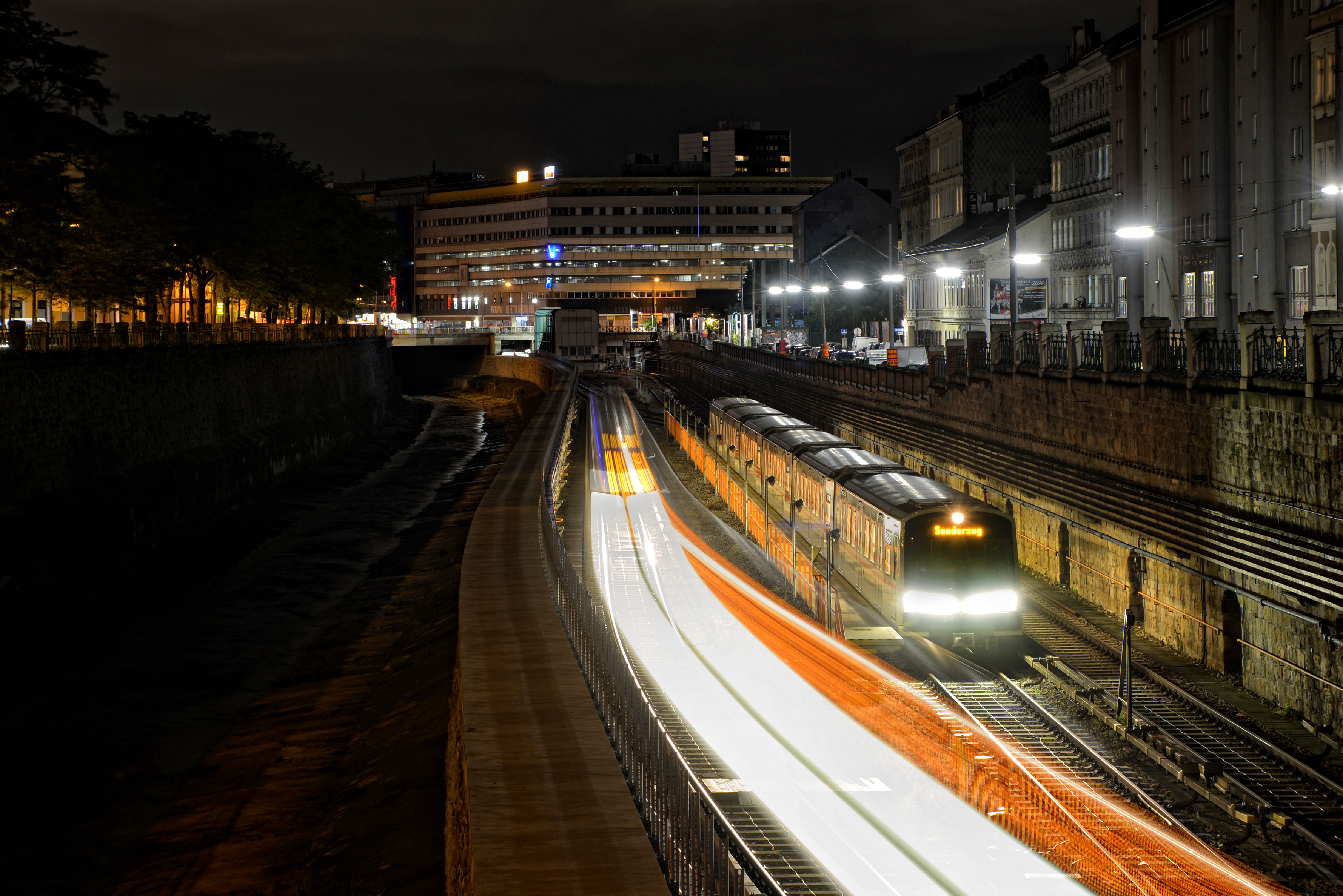
Zwei Züge der Type v/V auf der Linie U4 nahe der Station Meidling Hauptstraße

#### Wien
Die NightLine ist ein täglich etwa zwischen 0:30 und 5:00 Uhr betriebenes Nachtverkehrsnetz in Wien.
In den Nächten vor Samstag, Sonntag und Feiertagen verkehren alle fünf U-Bahn-Linien im 15-Minuten-Intervall, 18 Nachtbuslinien der Wiener Linien im 30-Minuten-Takt sowie acht Rufbus-Linien bei Bedarf. In den übrigen Nächten sind 19 Nachtbuslinien (von denen vier die Innenstadt umrunden) im 30-Minuten-Takt sowie zehnRufbus-Linien unterwegs.
An Wochenenden und Feiertagen ergänzen ein S-Bahn-Nachtverkehr auf der Vorortelinie, der Stammstrecke sowie auf der Lokalbahn Wien–Baden zwischen Oper und Wiener Neudorf das NightLine-Netz.
Die Regionalbuslinie 303 verkehrt auch in der Nacht von Wien Oper über Casino Baden nach Bad Vöslau.
Es gibt keinen eigenen Nachttarif, nahezu alle Fahrscheine gelten ohne Aufpreis auch im Nachtverkehr.
Nach der Einstellung früherer Nachtverkehrsnetze wurde 1986 ein neues Nachtbusnetz geschaffen, das 1995 erheblich erweitert wurde. Im Jahr 2002 wurde der Nachtsondertarif abgeschafft und seit 2010 verkehren an den Wochenendnächten auch alle U-Bahn-Linien. Seit Dezember 2019 bietet auch die S-Bahn einen Nachtverkehr an. Einen regulären Nachtverkehr mit Straßenbahnwagen gibt es seit 1945 nur zum Jahreswechsel.

#### Linz
Die sogenannte N8-Spur ist das von der Linz AG betriebene Nachtverkehrsnetz und bedient am Wochenende Linz von etwa Mitternacht bis 5:30 Uhr mit drei Linien im Halbstundentakt.
Eingeführt wurde es, als Linz im Jahr 2009 Kulturhauptstadt Europas war, mit vier Linien (Straßenbahn N1, Buslinien N2, N3, N4). Im Dezember 2016 wurde das Angebot der „Nachtspur“ überarbeitet, bis auf Teilabschnitte in Auwiesen (Linie N1), am Spallerhof (Linie N3) und am Froschberg (Linie N4) werden alle Streckenabschnitte von den seit 2016 fahrenden Nachtlinien ebenfalls angefahren. Mit der neuen N8-Spur gibt es drei Linien:
- Linie N82 (Straßenbahn): führt nachts über die Strecke der Linie 2 (JKU-Universität – Hauptplatz – Hauptbahnhof – Kleinmünchen – solarCity)
- Linie N83 (Buslinie): Hafen/Industriezeile – Grüne Mitte – Hauptbahnhof – Bindermichl – Salzburger Straße – Neue Heimat
- Linie N84 (Straßenbahn): Verkehrt auf der Strecke der (im Herbst 2016 eingeführten) Linie 4 (Hauptbahnhof – Meixnerkreuzung – PlusCity – Schloss Traun) und ist damit die erste Nachtlinie, die das Linzer Stadtgebiet verlässt.[24]

#### Innsbruck und Umgebung
Von Innsbruck aus bedienen sogenannte Nightliner das Stadtgebiet sowie das Umland in den Bezirken Innsbruck-Land und Schwaz. Das Angebot mit 13 Linien schließt meist zeitlich an die Tagfahrpläne der Innsbrucker Buslinien an, d. h., die ersten Nightliner fahren etwa eine Stunde, nachdem die letzten Busse nach dem Tagesfahrplan fahren. Deshalb und wegen der Rentabilität weichen die Abfahrtszeiten der verschiedenen Nightliner-Linien stark voneinander ab.
Die Taktung ist verschieden, die Nightliner fahren aber meist zu jeder halben Stunde. Es gibt keinen eigenen Nachttarif, alle Fahrkarten und Tarife der IVB und des VVT gelten ohne Aufpreis auch auf allen Nachtlinien. Das Angebot wird als „24-Stunden-Service“ beworben, es fahren außerhalb des Tagesbetriebs Busse nahezu rund um die Uhr. Zum Nightliner-Angebot gehören außerdem das Anrufsammeltaxi IVB-Asti und das Taxiservice für Frauen IVB-Frauennachttaxi.
Am Wochenende fährt die S-Bahn-Linie 1 von Innsbruck nach Kufstein seit Dezember 2015 auch nachts. Es gibt dann auch Nachtbusse in Kufstein.
Das Besondere am Nachtbusverkehr in Tirol ist, dass seit April 2015 in jedem Nightliner Security-Mitarbeiter mitfahren und so für Sicherheit sorgen sollen.

### Vereinigtes Königreich

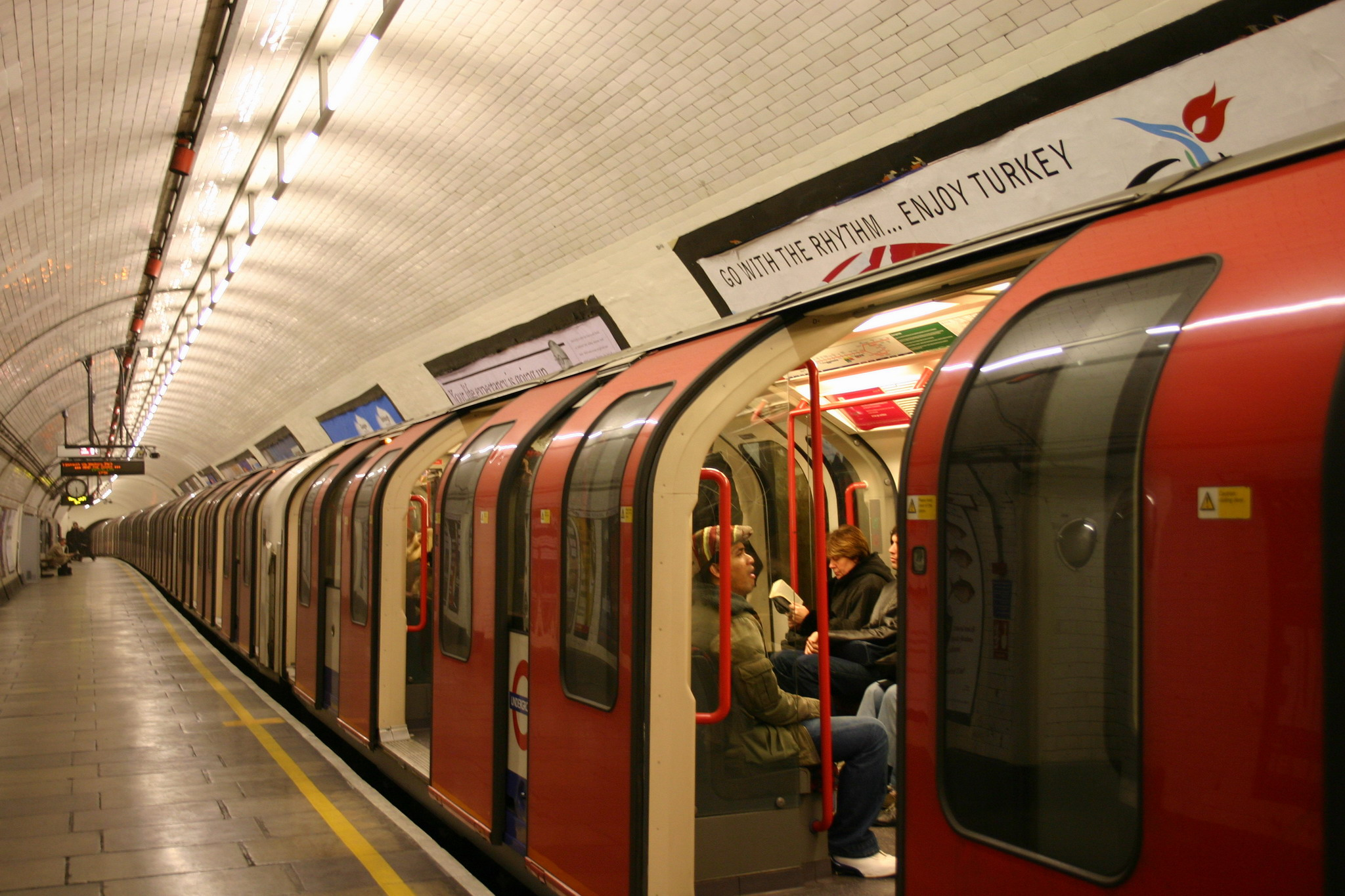
Zug London-Tube

#### London
In London hat die Underground (U-Bahn) nachts sowohl werktags als auch am Wochenende eine Betriebspause. Dafür besitzt London ein dichtes Netz von Nachtbuslinien. 46 Buslinien werden rund um die Uhr bedient. Darüber hinaus gibt es spezielle Nachtbuslinien, die am vorangestellten „N“ erkennbar sind. Auch werktags werden einige Linien nachts im 15-Minuten-Takt bedient. Viele Straßen im inneren Bereich werden von mehreren Buslinien bedient. Wichtige Knotenpunkte sind Trafalgar Square, Oxford Circus, Victoria Stn, Aldwych, Tottenham Court Road und Camden Town. Am Trafalgar Square enden beispielsweise 16 Linien, weitere 20 Linien führen dort vorbei.
Ab dem 12. September 2015 sollte in den Nächten auf Samstag und Sonntag auf fünf U-Bahn-Linien zumindest auf Teilstrecken ein Nachtverkehr zum Tagestarif angeboten werden, die tatsächliche Einführung war im August 2016. Das Intervall liegt zwischen 8 und 20 Minuten.

### Frankreich

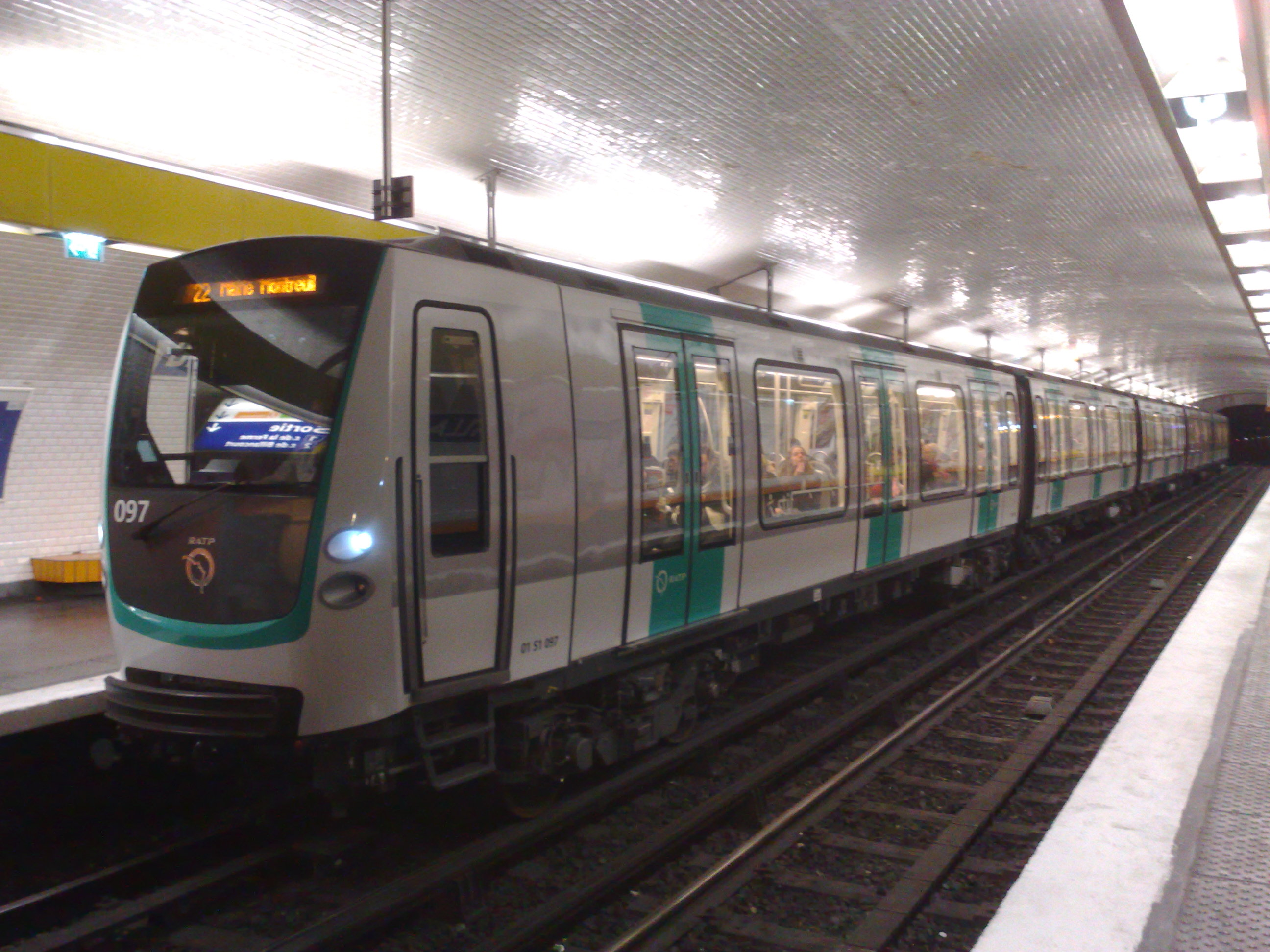
Die Metro in Paris

#### Paris
Trotz des regen Pariser Nachtlebens und auch gegen Mitternacht noch im dichten Rhythmus fahrender und gut gefüllter Métrozüge legen diese auch in den Wochenendnächten eine Pause von etwa 1 bis 5:30 Uhr ein. Bis Herbst 2005 gab es den sternförmig auf Châtelet zufahrenden Noctambus, der nur das Stadtgebiet von Paris in der Betriebspause der Métro bediente.
Seitdem wird das als Noctilien bezeichnete Nachtbusnetz neben dem Stadtgebiet auch für die Vororte von Paris angeboten. Die meisten Linien werden von der RATP, jene mit dreistelliger Liniennummer von der SNCF mit speziell dafür angeschafften Bussen betrieben. Mit dem Noctilien wurde das Angebot im Pariser Stadtgebiet deutlich ausgeweitet, da neben Châtelet weitere Knoten eingerichtet wurden. Die äußeren Knoten Gare Saint-Lazare, Gare de l’Est, Gare de Lyon und Gare Montparnasse werden durch eine in dichtem Takt bediente Ringlinie in beiden Richtungen verbunden. Das Netz erscheint somit wie ein Speichenrad. Die Vorortlinien, die meist stündlich fahren, sind zum großen Teil an den äußeren Knoten mit den Durchmesserlinien verknüpft. Im Stadtgebiet besteht auf allen Strecken ein Halbstundentakt, der in den Wochenendnächten teilweise auf einen 15- oder sogar 10-Minuten-Takt verdichtet wird.

### Niederlande

#### Randstad
Im Ballungsgebiet Randstad in den Niederlanden gibt es als Besonderheit das „NS-Nachtnet“ eine regionale Nacht-Eisenbahnlinie. Seit 1986 fahren die Regionalzüge während der nächtlichen Betriebsruhe des NS-Personenverkehrs im Stundentakt zwischen Rotterdam und Utrecht. Der wichtigste Haltepunkt neben Amsterdam Centraal ist dabei Schiphol (Flughafen Amsterdam). Folgende Strecke wird bedient: Rotterdam Centraal – Delft – Den Haag Centraal – Leiden Centraal – Schiphol – Amsterdam Centraal – Utrecht Centraal. Das Netz wurde 2007/08 ausgebaut: Am Wochenende fahren stündlich Züge in den Süden des Landes und außerdem Direktzüge Rotterdam Centraal – Gouda – Utrecht Centraal.